# Calocidaris
Calocidaris is een geslacht van zee-egels uit de familie Cidaridae.

## Soorten
- Calocidaris micans (Mortensen, 1903)